# Lũy Hoa
Lũy Hoa là vở kịch được viết vào năm 1960, năm cuối đời của nhà văn Nguyễn Huy Tưởng.

## Nội dung
Lũy Hoa cho ta chứng kiến cuộc chiến diễn ra trong suốt 60 ngày đêm, cho đến khi Trung đoàn Thủ đô rút ra khỏi Hà Nội, để cùng toàn dân tiến hành cuộc kháng chiến trường kỳ, theo lời kêu gọi của Hồ Chủ tịch; cùng với một khúc vĩ thanh đậm in dấu ấn lãng mạn 7 năm sau đoàn quân chiến thắng trở về, trên những phố xưa. 

## Đánh giá
Lũy Hoa nhận sứ mệnh thực hiện nốt phần còn lại của Sống mãi với Thủ đô - cuốn tiểu thuyết nếu Nguyễn Huy Tưởng thực hiện được trọn vẹn thì đó sẽ là tác phẩm có quy mô lớn nhất của nền văn xuôi Việt Nam hiện đại, tính cho đến ngày nhà văn qua đời.
Đọc Lũy Hoa, ấn tượng đậm nét nhất là sự chan hòa, sự giao thoa giữa cái dữ dội, kịch liệt của chiến đấu, với cái hào hoa rất riêng của người Hà Nội. Một cái riêng, có ý nghĩa như là sự tự ý thức về sứ mệnh đại diện cho cái chung của đất nước, của người Hà Nội.

## Những hình ảnh trong tác phẩm
Nếu có một biểu tượng gây ấn tượng nhất trong Lũy Hoa, đó trước hết là những lỗ tường, thông từ nhà nọ sang nhà kia; chỉ cần chui qua các lỗ tường, là được biết gần như toàn bộ chân dung sinh hoạt và chân dung tinh thần của người Hà Nội. Những lỗ tường làm gắn nối ý chí chiến đấu cũng đồng thời xoá bỏ ngăn cách, phân biệt giữa các tầng lớp cư dân, khi cuộc sống bình thường bỗng chuyển sang những giờ phút căng thẳng, đầy kịch biến. Và sau các lỗ tường là những chướng ngại vật, chất cao trên khắp các đường phố, gồm những cột điện, tủ, bàn, giường, ghế, xe tay, xe bò, xích lô, cùng với tất cả những gì có trong mỗi căn nhà, sau mỗi biển hiệu, mà người dân không thể mang theo, và cũng không muốn để cho địch sử dụng... Việc đặc tả hai biểu tượng này quả đã đem lại cho Lũy Hoa những trang hay; ai không sống, không chứng kiến với tất cả xót xa, thương quý và tự hào về Hà Nội, khó viết được những trang như thế.